# Cantone di Vigny
Il Cantone di Vigny era una divisione amministrativa dell'arrondissement di Pontoise.
È stato soppresso a seguito della riforma complessiva dei cantoni del 2014, che è entrata in vigore con le elezioni dipartimentali del 2015.
Comprendeva i comuni di:
- Ableiges
- Avernes
- Cléry-en-Vexin
- Commeny
- Condécourt
- Courcelles-sur-Viosne
- Frémainville
- Gadancourt
- Gouzangrez
- Guiry-en-Vexin
- Longuesse
- Montgeroult
- Le Perchay
- Sagy
- Seraincourt
- Théméricourt
- Us
- Vigny